# Хоэнзельхов-Грос-Пиннов
Хоэнзельхов-Грос-Пиннов (нем. Hohenselchow-Groß Pinnow) — община в Германии, в земле Бранденбург.
Входит в состав района Уккермарк. Подчиняется управлению Гарц (Одер).  Занимает площадь 41,10 км².

## население
| Год  | Население |
| ---- | --------- |
| 1990 | 1 071     |
| 1995 | 974       |
| 2000 | 948       |
| 2005 | 880       |
| 2010 | 853       |
| 2015 | 817       |
| 2020 | 738       |